# Crocifissione di sant'Andrea (Caravaggio)
La Crocifissione di Sant'Andrea è un dipinto a olio su tela (202,5x152,7 cm) del 1607 del pittore Caravaggio.
L'opera è conservata presso il Museo d'arte di Cleveland.

## Storia
Il quadro è stato realizzato da Caravaggio nella prima metà del 1607, quando il pittore si trovava ancora nella città partenopea, del tutto verosimilmente commissionato da don Juan Pimentel y Herrera, conte di Benavente, viceré di Napoli dal 1603 al 1610.
Il conte, tornando in Spagna, porterà con sé l'opera, esponendola nel proprio palazzo di Valladolid, dove la stessa rimarrà a lungo, come risulta da due inventari del 1653. In epoca sconosciuta l'opera verrà trasferita in un convento di clausura di Castiglia, da qui, verosimilmente negli anni '70 del Novecento, nella raccolta Arnaiz a Madrid, dove è stata reperita da Xavier de Salas e quindi riconosciuta come originale (per motivi storici, tecnici ed esecutivi), per poi essere acquistata, nel 1976, dal museo di Cleveland, dove si trova tuttora.
Sono noti altri tre esemplari di quest'opera. Uno già nella collezione Back-Vega di Vienna, attualmente in collezione Spier, Londra, dalle dimensioni 198x147.5, attribuito a Caravaggio nel periodo 1954 – 1973 da alcuni storici dell'arte fra i quali Giuseppe Fiocco, Hermann Voss ed Antonio Morassi, ritenuto copia (eseguita da Louis Finson) da altri, soprattutto a partire dal 1974, quando è stato reso di pubblico dominio il ritrovamento della versione ora a Cleveland. Dal 2011 l'esemplare ex. Back-Vega viene nuovamente attribuito a Caravaggio, quale seconda versione. Gli altri due esemplari sono indiscusse copie: l'uno conservato al Museo Provincial de Santa Cruz, Toledo (Spagna), delle dimensioni 232.5x160, scoperto da Roberto Longhi già nel 1920, è stato molto rovinato durante la guerra civile spagnola ed il suo autore è incerto; l'altro conservato al Musée des Beaux-Arts di Digione (Francia), delle dimensioni 209x151.5, è stato a lungo attribuito ad Abraham Vinck e dal 2011 a Louis Finson.

## Descrizione
La scena, ricavata dalla Legenda Aurea, raffigura il Santo appena legato alla croce, mentre il Proconsole Egeas, ai suoi piedi, gli offre di scegliere se abiurare la fede cristiana, o subire il martirio.
Il Santo sceglie ovviamente la morte ed è raffigurato dimagrito come un cero, provato dagli stenti, nell'attimo della morte mentre sbarra gli occhi, spalanca la bocca e le mani gli si contraggono.
La croce a cui è legato l'apostolo non ha la forma decussata (a X), comunemente conosciuta con il nome di "Croce di Sant'Andrea", ma la consueta forma latina, a causa del fatto che quest'iconografia della crocifissione di sant'Andrea divenne comune solamente nel corso del XVII secolo.
Numerose le reminiscenze pittorico-scultoree presenti nell'opera, a cominciare dal carnefice di michelangiolesca fattura, oppure la vecchia rugosa in basso a sinistra, molto simile alla scultura del I secolo della "Vecchia ubriaca". La figura del Proconsole Egeas sulla destra rimanda invece alla Incoronazione di spine di Vienna di Caravaggio stesso, eseguita poco tempo prima.